# Fehéroroszország a Junior Eurovíziós Dalfesztiválokon
Fehéroroszország tizennyolc alkalommal vett részt a Junior Eurovíziós Dalfesztiválon.
A fehérorosz műsorsugárzó a Fehérorosz Állami Televízió- és Rádiótársaság (Belaruskaja Tele-Radio Kampanija, BTRC), amely 1993 óta tagja az Európai Műsorsugárzók Uniójának, és 2003-ban csatlakozott a versenyhez. Egyike annak a két országnak, amelyek előbb vettek részt a Junior Eurovízión, mint a felnőtt versenyen (Fehéroroszország utóbbin 2004-ben debütált). A másik ilyen ország Szerbia, mely 2006-ban csatlakozott a gyerekek, és egy évvel később a felnőttek versenyéhez.
Fehéroroszország két alkalommal aratott győzelmet (2005, 2007).

## Története

### Évről évre
Fehéroroszország egyike annak a tizenhat országnak, melyek részt vettek a legelső, 2003-as Junior Eurovíziós Dalfesztiválon. A verseny egyik legsikeresebb országa, mert három kivétellel mindig a legjobb 10-be kerültek, és ebből öt alkalommal a legjobb 3 között végeztek, valamint kétszer adtak otthont a dalfesztiválnak.

Első résztvevőjük Volha Satsiuk volt, aki Tancuj című dalával a legjobb 5 között végzett, szám szerint negyedik helyen zárta a versenyt. A következő évben azonban nem sikerült megismételni a szép eredményt, tizennegyedikek lettek csupán 9 pontot összegyűjtve a tizennyolc fős mezőnyben. 2005-ben szerezték meg első győzelmüket, amikor Ksenia Sitnik dala, a Mi vmeszte 149 pontot összegyűjtve első helyen zárta a versenyt. Ez volt az első eurovíziós esemény, amit Fehéroroszország nyert. 2006-ban kis híján majdnem megismételték az előző évi eredményüket, mindössze 25 ponttal maradtak le a aranyérmes helyről. A következő évben viszont sikerült nekik; Alexey Zhigalkovich 137 pontot összegyűjtve az első helyen végzett Sz druzjami című dalával. Érdekesség, hogy az Örményországot képviselő énekes csupán egy ponttal maradt le Fehéroroszország mögött. Ez volt az első alkalom a gyermek dalfesztivál történetében, hogy egy ország másodszorra tudott nyerni. 2008-ban hatodikként zártak. A következő évben ennél is rosszabb eredményt értek el, kilencedikek lettek a tizenhárom résztvevős döntőben. 

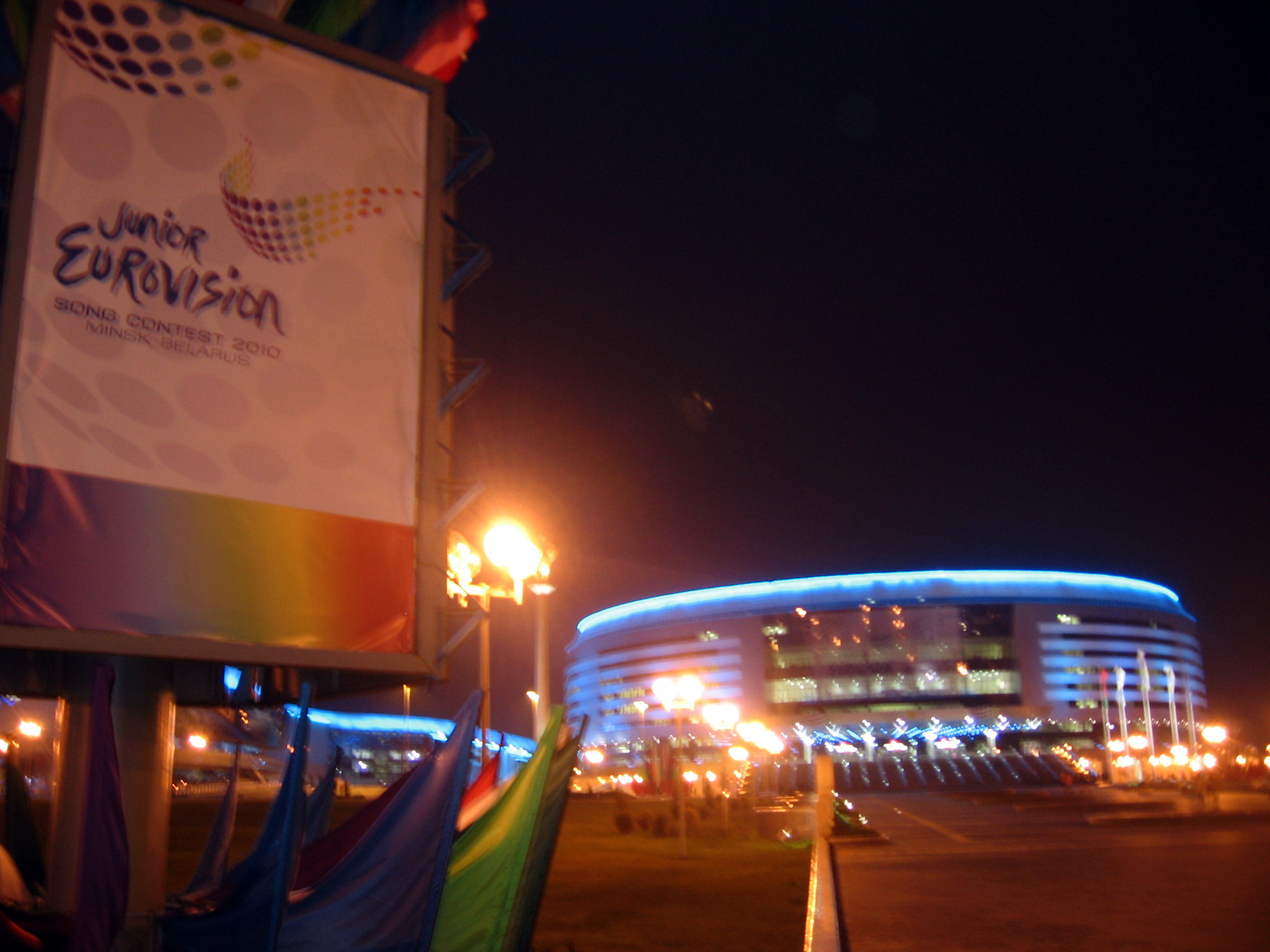
A Minszk Aréna 2010-ben

A 2010-es Junior Eurovíziós Dalfesztivált az ország fővárosában, Minszkben rendezték meg. A város az előző évben is pályázott már a rendezésért, viszont akkor Kijevre esett a választás. Hazai pályán Daniil Kozlov képviselte a fehéroroszokat, aki ötödik helyen végzett. 2011-ben ismét dobogós eredményt értek el, harmadikak lettek. A következő évben kilencedikek lettek, míg 2013-ban ismét bronzérmesek. A következő években hetedikek, negyedikek, majd újra hetedikek lettek. 2017-ben esélyesek voltak a végső győzelemre, végül ötödikek lettek. 2018-ban ugyanúgy Minszken és ugyanabban az arénában rendezték a versenyt, mint nyolc évvel ezelőtt. Az intézmény az első a dalfesztivál történetében, mely másodjára is helyszínéül szolgált a versenynek. Ebben az évben 2004 után először ismét nem tudtak a legjobb tíz közé kerülni; tizenegyedikek lettek a húszfős döntőben. A következő évben ugyanezen a helyen végeztek, viszont kevesebb ponttal. 

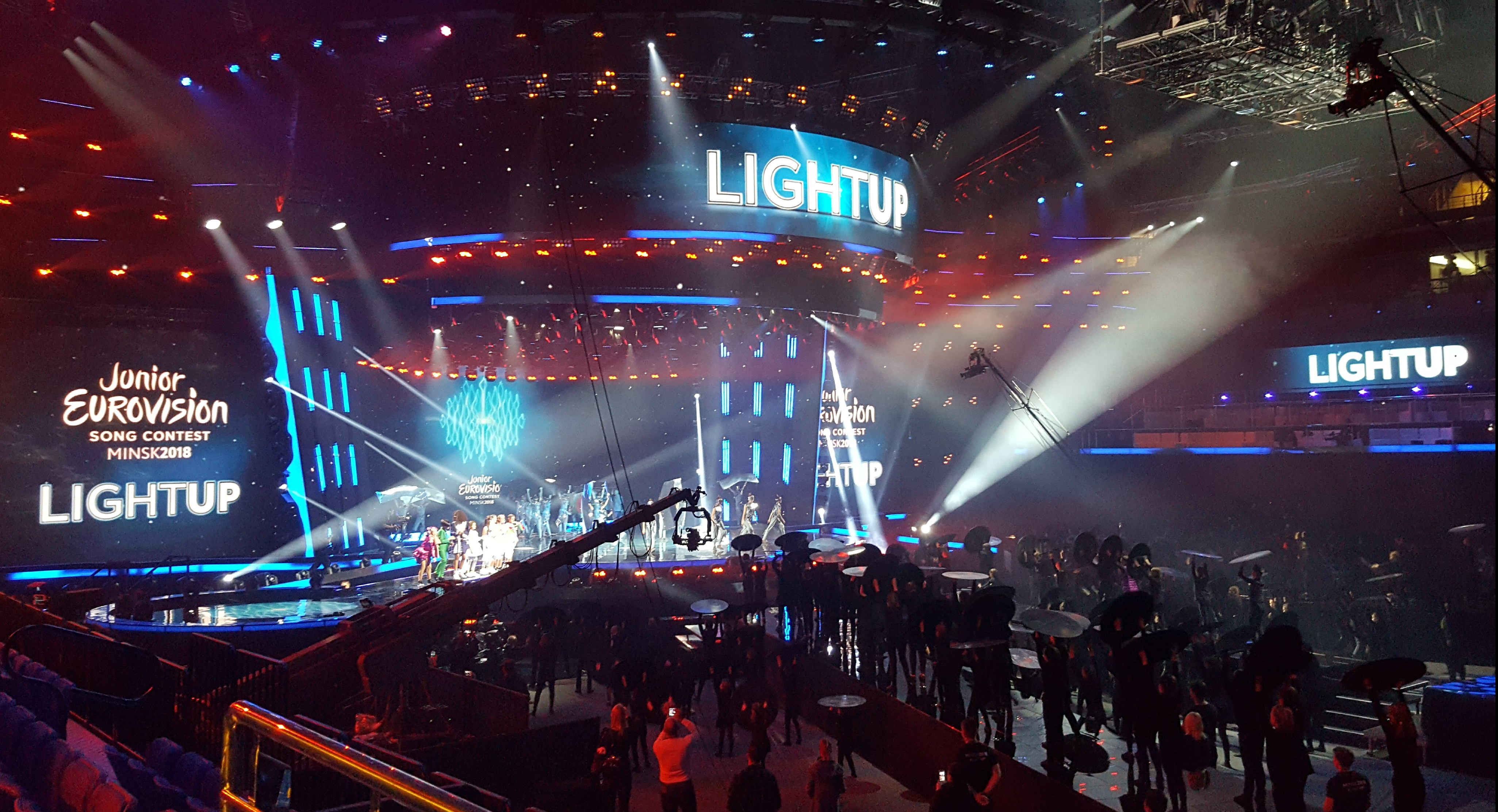
A 2018-as verseny színpada.

2020-ban ötödik helyen zárták a versenyt. 2021-ben az Európai Műsorsugárzók Uniója kizárta a fehérorosz műsorsugárzót a szervezet tagjai közül, ami azt eredményezi, hogy nem vehetnek részt a dalversenyen a következő években. Ez volt a verseny történetében az első olyan alkalom, amikor Fehéroroszország nem vett részt, így Hollandia maradt az egyetlen ország, amelyik mindegyik évben küldött versenyzőt a dalfesztiválra.

### Nyelvhasználat
Fehéroroszország tizennyolc versenydalából három belarusz nyelvű, kilenc orosz nyelvű, öt pedig orosz és angol kevert nyelvű, illetve egy orosz és belarusz kevert nyelvű volt.

### Nemzeti döntő

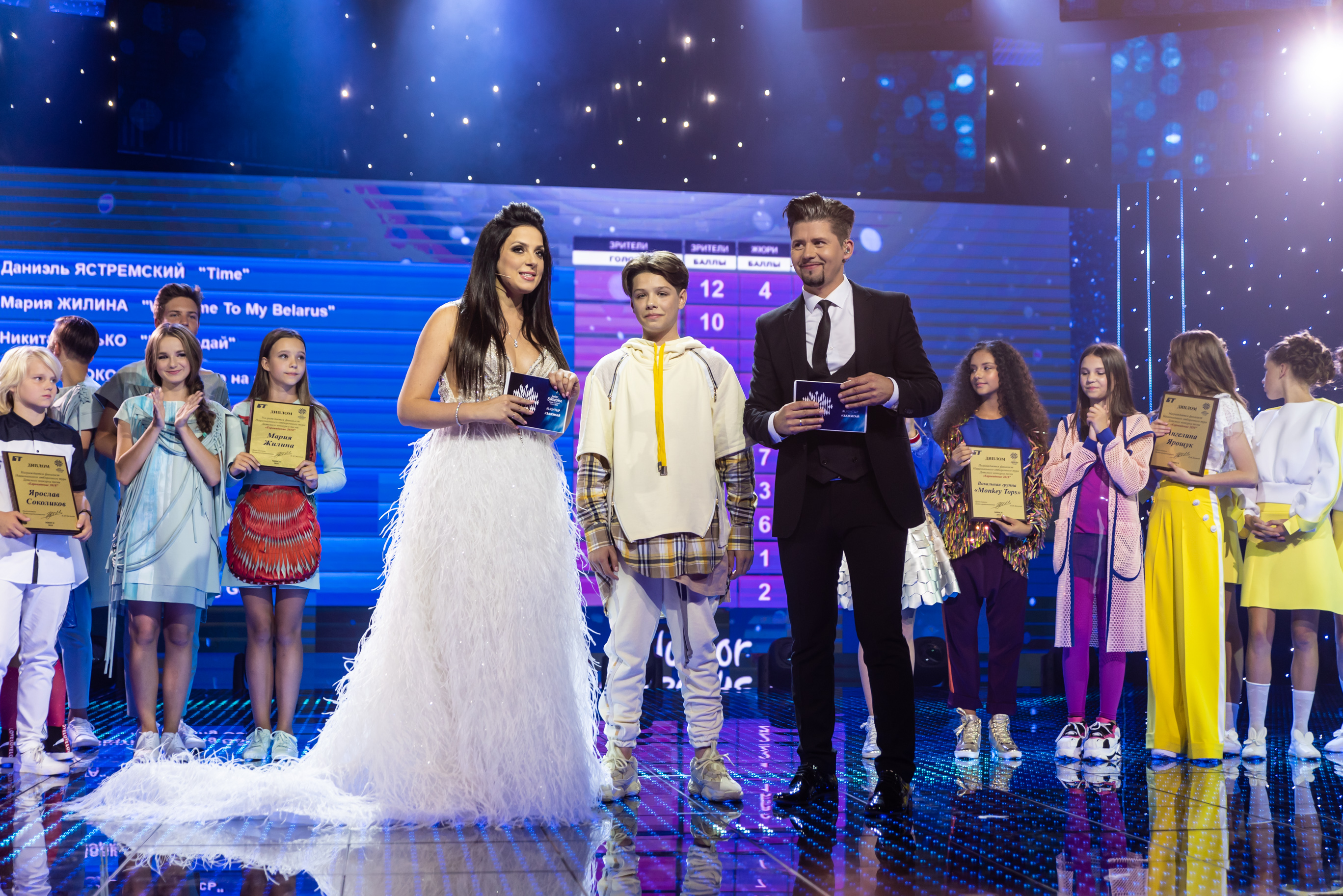
A 2018-as belarusz nemzeti döntő házigazdái (Olga Ryzhikova és Teo) és nyertese (Daniel Yastremski)

Fehéroroszország egyike azoknak az országoknak, amelyek rendeznek nemzeti döntőt a Junior Eurovíziós indulójuk kiválasztásához. Első indulójukat a Sozvezdiye Nadezhd című műsorral választották ki. A következő évtől Junior Eurosong néven futott tovább a műsor, ahol 2004-ben kilencen, 2005-2007 között tizen versenyeztek a döntőben. 2008-ban már két elődöntővel bővült a műsor, ahol 10-10 dal versenyzett, közülük 5-5 dal jutott tovább a döntőbe. 2009-ben tizenhét résztvevője volt az elődöntőnek, közülük tíz jutott tovább a döntőbe. 2010-ben nem rendeztek elődöntőt, tizenegy előadó versengett a döntőben. 2011 és 2019 között nem volt külön elnevezése a műsornak és mindegyik évben tíz előadó vett részt az adásban. 
Az ország junior eurovíziós történelme során egyszer választotta ki indulóját és dalát belső kiválasztással. 2020-ban a fehéroroszországi tüntetések miatt a műsorsugárzó nem rendezett nemzeti döntőt, Arina Pehterevát kérték fel, hogy képviselje az országot a dalversenyen. Az előadót és a dalát, az Aliens-t október 8-án jelentették be. Érdekesség, hogy az énekesnő a 2018-as minszki versenyen ismertette Észak-Macedónia pontjait. 

## Résztvevők
| Év   | Előadó                | Dal                                       | Magyar fordítás        | Helyezés | Pontszám |
| ---- | --------------------- | ----------------------------------------- | ---------------------- | -------- | -------- |
| 2003 | Volha Satsiuk         | Tantsuy                                   | Tánc                   | 4.       | 103      |
| 2004 | Egor Volchek          | Spiavajcie so mnoj                        | Énekelj velem!         | 14.      | 9        |
| 2005 | Ksenia Sitnik         | My vmeste                                 | Együtt vagyunk         | 1.       | 149      |
| 2006 | Andrey Kunets         | Noviy den                                 | Új nap                 | 2.       | 129      |
| 2007 | Alexey Zhigalkovich   | S druz'yami                               | A barátokkal           | 1.       | 137      |
| 2008 | Dasa, Alina és Karina | Serdtse Belarusi                          | Fehéroroszország szíve | 6.       | 86       |
| 2009 | Yuriy Demidovich      | Volshebniy krolik                         | A varázslatos nyúl     | 9.       | 48       |
| 2010 | Daniil Kozlov         | Muzyki svet                               | A zene fénye           | 5.       | 85       |
| 2011 | Lidiya Zablotskaya    | Angely dobra                              | A jóság angyalai       | 3.       | 99       |
| 2012 | Egor Zheshko          | A more-more                               | Ó, tenger, tenger      | 9.       | 56       |
| 2013 | Ilya Volkov           | Poy so mnoy                               | Énekelj velem!         | 3.       | 108      |
| 2014 | Nadezhda Misyakova    | Sokal                                     | Sólyom                 | 7.       | 71       |
| 2015 | Ruslan Aslanov        | Volshebstvo (Magic)                       | Varázslat              | 4.       | 105      |
| 2016 | Alexander Minyonok    | Muzyka moikh pobed (Music Is My Only Way) | Győzelmeim zenéje      | 7.       | 177      |
| 2017 | Helena Meraai         | I Am The One                              | Én vagyok az           | 5.       | 149      |
| 2018 | Daniel Yastremski     | Time                                      | Idő                    | 11.      | 114      |
| 2019 | Liza Misnikova        | Pepelny (Ashen)                           | Hamu (Hamuszürke)      | 11.      | 92       |
| 2020 | Arina Pehtereva       | Aliens                                    | Idegenek               | 5.       | 130      |

## Rendezések

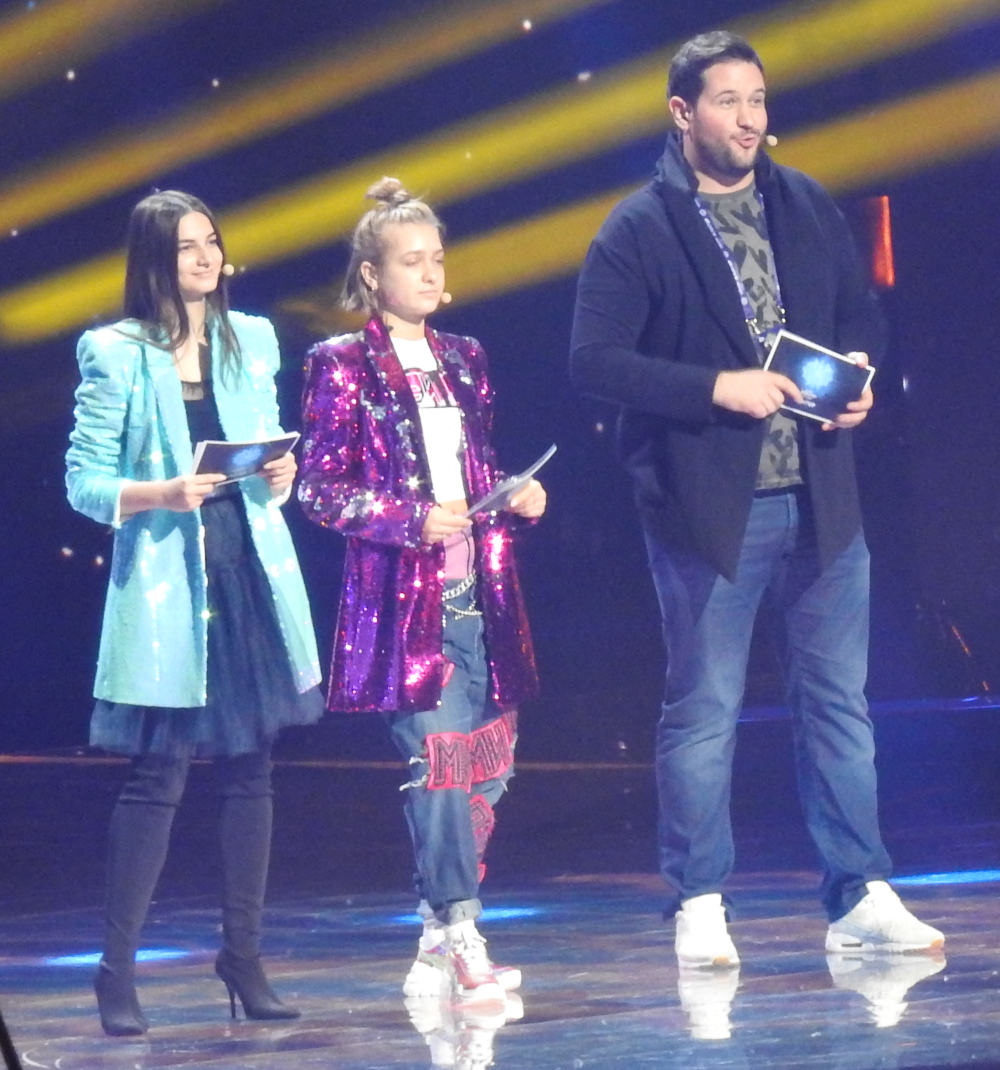
A 2018-as verseny műsorvezetői.

Az Eurovíziós Dalfesztivállal ellenben itt nem az előző évi győztes rendez, hanem pályázni kell a rendezés jogára. Fehéroroszország eddig kétszer rendezte a Junior Eurovíziós Dalfesztivált, 2010-ben és 2018-ban. Először 2009-ben pályáztak a rendezésért, akkor sikertelenül, mivel a dalversenyt végül Ukrajna fővárosában, Kijevben rendezték.
2009. június 8-án, több, mint öt hónappal a 2009-es verseny előtt jelentette be az EBU, hogy a 2010-es Junior Eurovíziós Dalfesztivált Minszkben fogják megtartani. A versenynek a Minszk Aréna adott otthont, amely 15 000 fő befogadására alkalmas A verseny logója egy különböző színű körökből álló, szárny alakú ábra volt, ahol a színek a különböző embereket, kultúrákat és országokat jelképezik, míg a szárnyalak a szabadság, kreativitást és a felemelkedés szimbóluma. A szárnymotívum a tervek szerint a színpadi elemeken is megjelent, amelyet Ulf Mårtensson, svéd származású színpadtervező tervezett. A dalversenynek először és utoljára volt kabalaállata, amely egy medve és egy bölény volt, a szlogen pedig a Feel The Magic (magyarul: Érezd a varázslatot) lett.  A versenyre 2010. november 20-án került sor, azest házigazdái Leila Ismailava és Denis Kurian voltak.
2017. október 15-én vált hivatalossá, hogy a következő évben ismét Minszk ad otthont a versenynek. A helyszín ugyanaz a létesítmény volt, mint nyolc évvel korábban, így ez volt az első olyan aréna, amely másodjára is helyszínéül szolgált a versenynek A logón egy csillagszimbólum volt látható, különböző hosszúságú és formájú hanghullámokból formázva, míg a szlogen a #LightUp (magyarul: #VilágítsdFel) lett. Október 28-án jelentették be, hogy a döntő házigazdái Evgeny Perlin eurovíziós kommentátor, Zena énekes, a 2019-es felnőtt verseny fehérorosz képviselője, és Helena Meraai, a 2017-es verseny ötödik helyezettje, lesznek. A versenyre 2018. november 25-én került sor rekordmennyiségű húsz ország képviseletével.
| Év   | Város                    | Helyszín     | Műsorvezető(k)                       |
| ---- | ------------------------ | ------------ | ------------------------------------ |
| 2010 | Fehéroroszország, Minszk | Minszk Aréna | Leila Ismailava és Denis Kurian      |
| 2018 | Fehéroroszország, Minszk | Minszk Aréna | Evgeny Perlin, Zena és Helena Meraai |

## Háttér
| Év    | Rendező     | Kommentátor                                      | Pontbejelentő                                    |
| ----- | ----------- | ------------------------------------------------ | ------------------------------------------------ |
| 2003  | Koppenhága  | Denis Kurian                                     | N/A                                              |
| 2004  | Lillehammer | Denis Kurian                                     | Daria                                            |
| 2005  | Hasselt     | Denis Kurian                                     | Anton Lediaev                                    |
| 2006  | Bukarest    | Denis Kurian                                     | Liza Anton-Baychuk                               |
| 2007  | Rotterdam   | Denis Kurian                                     | Alexander Rogachevskiy                           |
| 2008  | Limassol    | Denis Kurian                                     | Anjelica Misevich                                |
| 2009  | Kijev       | Denis Kurian                                     | Arina Aleshkevich                                |
| 2010  | Minszk      | Pavel Lozovik                                    | Anastasiya Butyugina                             |
| 2011  | Jereván     | Denis Kurian                                     | Anna Kovalyova                                   |
| 2012  | Amszterdam  | Pavel Lozovik                                    | Maria Drozdova                                   |
| 2013  | Kijev       | Anatoliy Lipetskiy                               | Alexandra Tkach                                  |
| 2014  | Marsa       | Anatoliy Lipetskiy                               | Katerina Taperkina                               |
| 2015  | Szófia      | Anatoliy Lipetskiy                               | Valeria Drobyshevskaya                           |
| 2016  | Valletta    | Julia Pertsova                                   | Ruslan Aslanov                                   |
| 2017  | Tbiliszi    | Evgeny Perlin                                    | Saba Karazanashvili                              |
| 2018  | Minszk      | Georgiy Koldun és Andrey Makaenok                | Arina Rovba                                      |
| 2019  | Gliwice     | Evgeny Perlin                                    | Emilia                                           |
| 2020  | Varsó       | Pavel Lazovik                                    | Ksenia Galetskaya                                |
| 2021– | 2021–       | Nem vettek részt és nem közvetítették a versenyt | Nem vettek részt és nem közvetítették a versenyt |

## Galéria

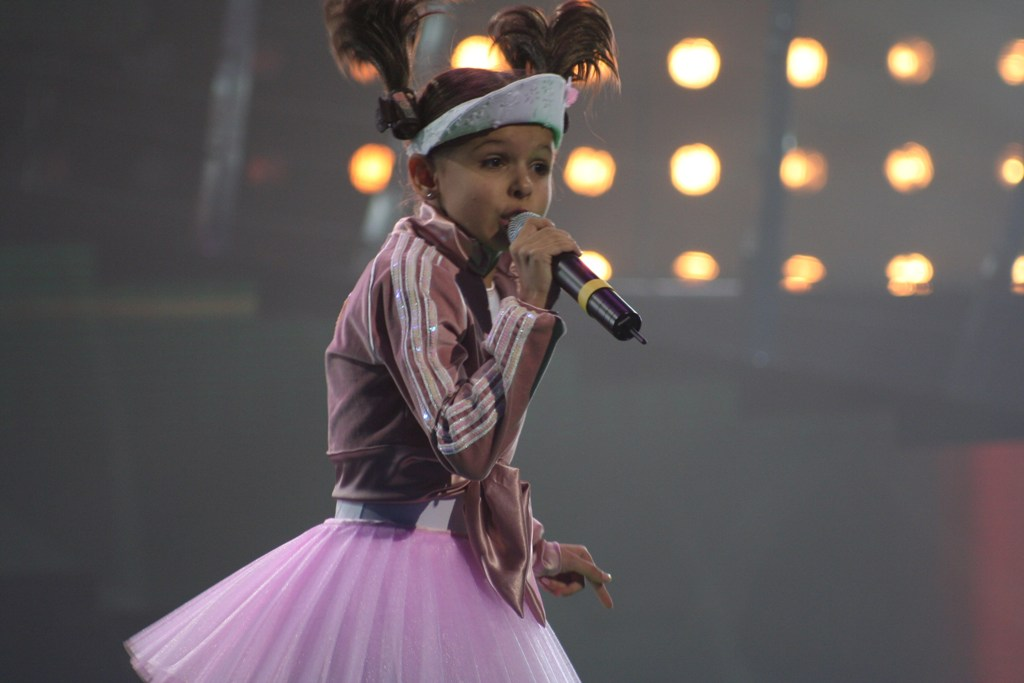
Ksenia Sitnik Hasseltben (2005)
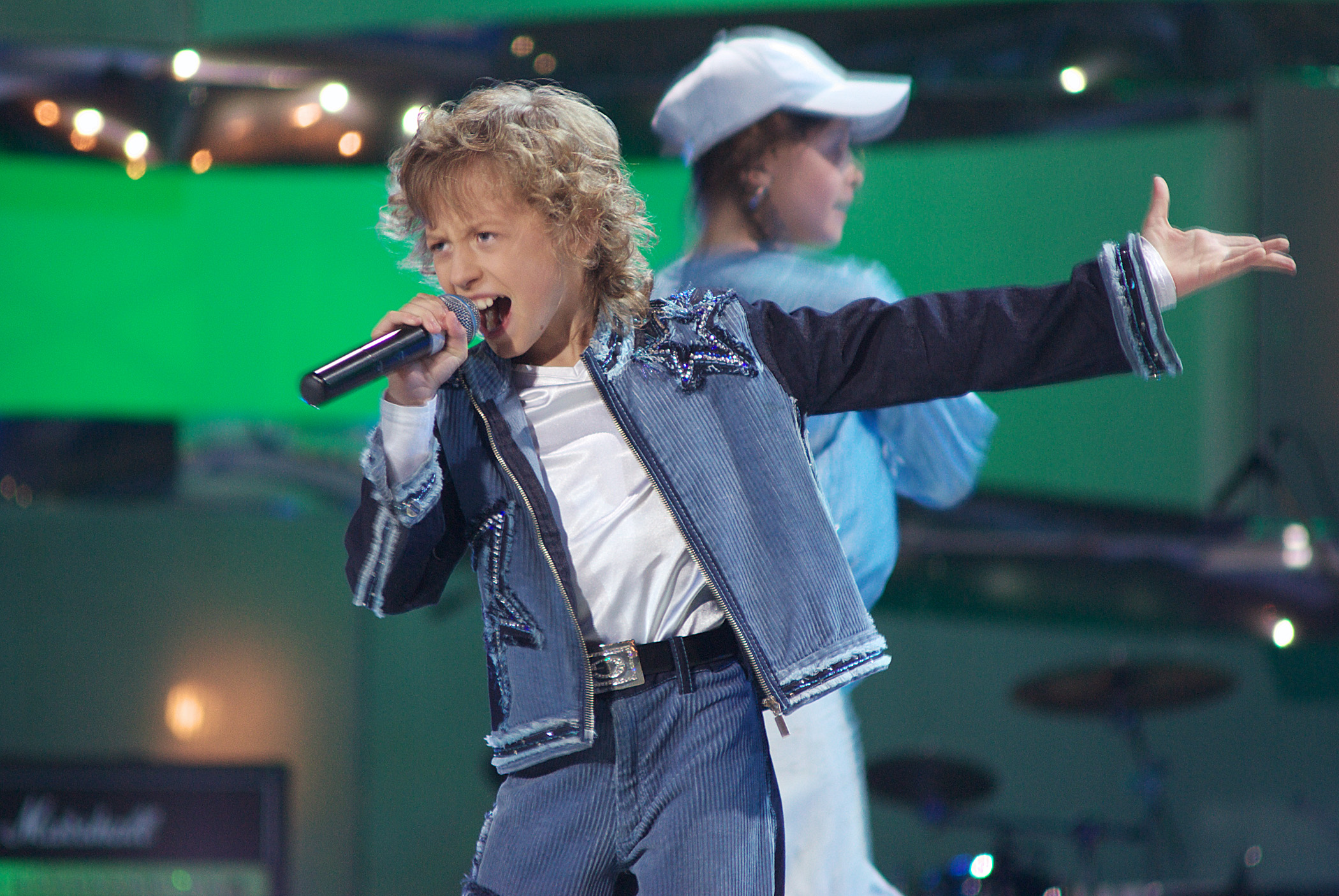
Andrey Kunets Bukarestben (2006)
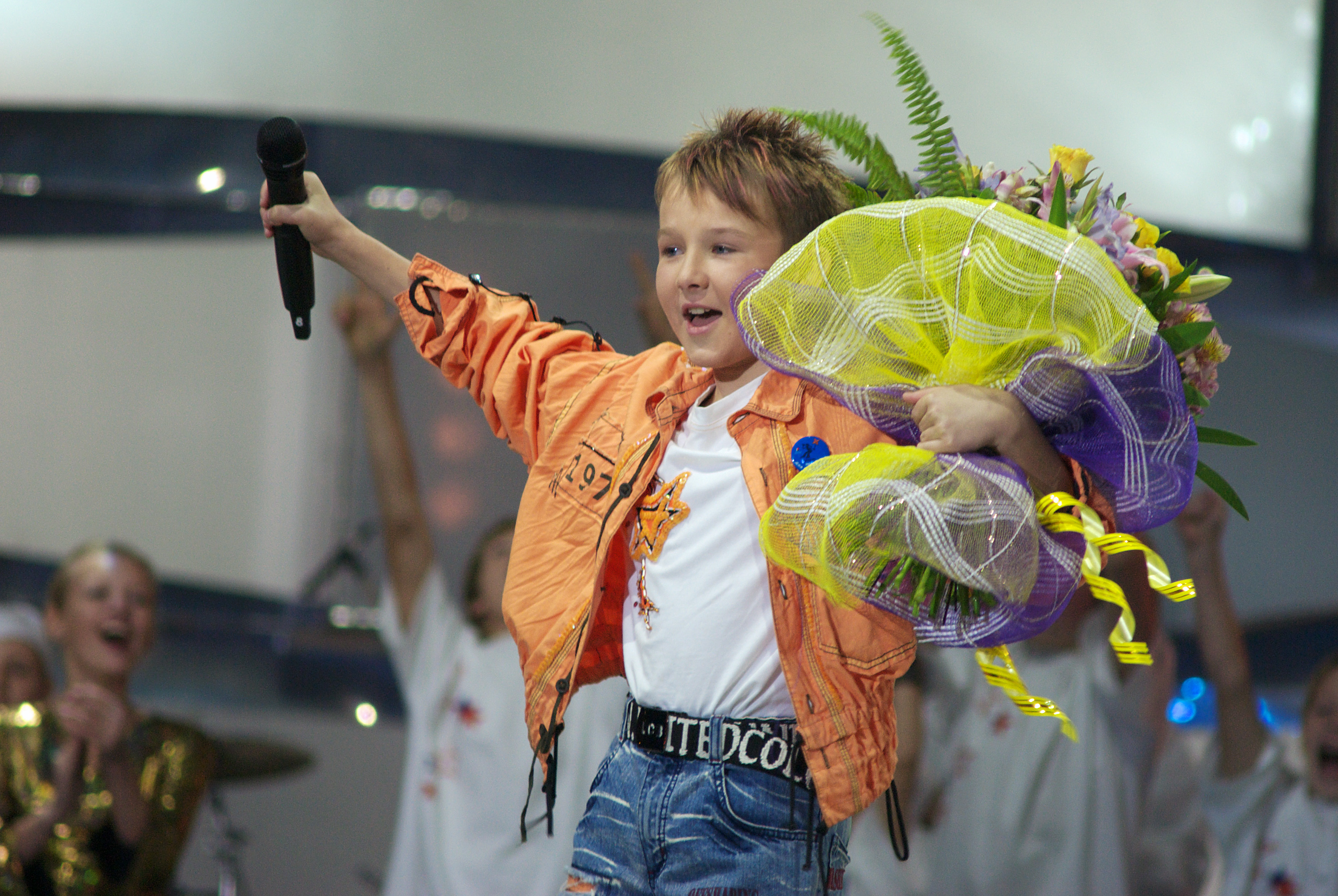
Alexey Zhigalkovich Rotterdamban (2007)
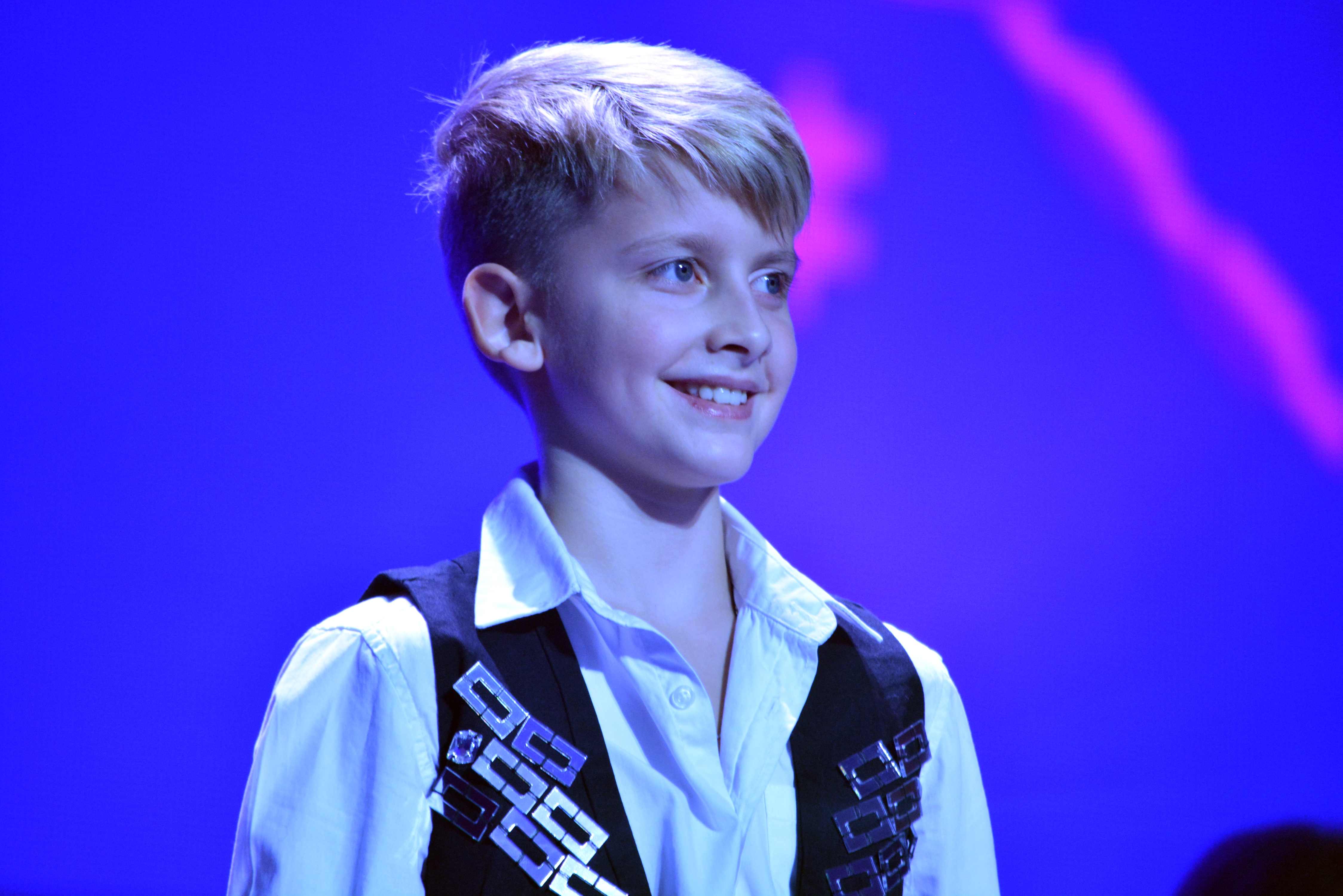
Ilya Volkov Kijevben (2013)
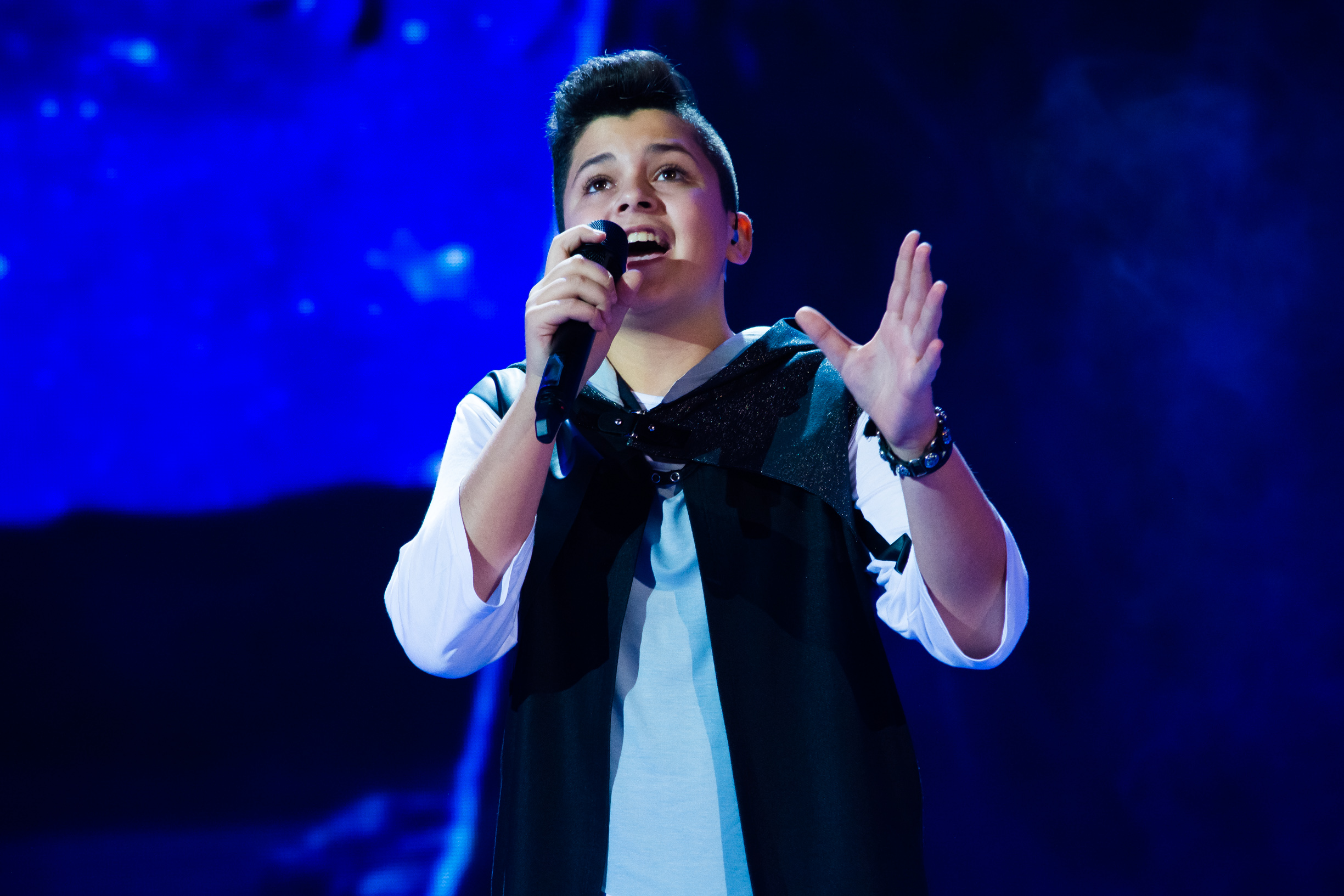
Ruslan Aslanov Szófiában (2015)
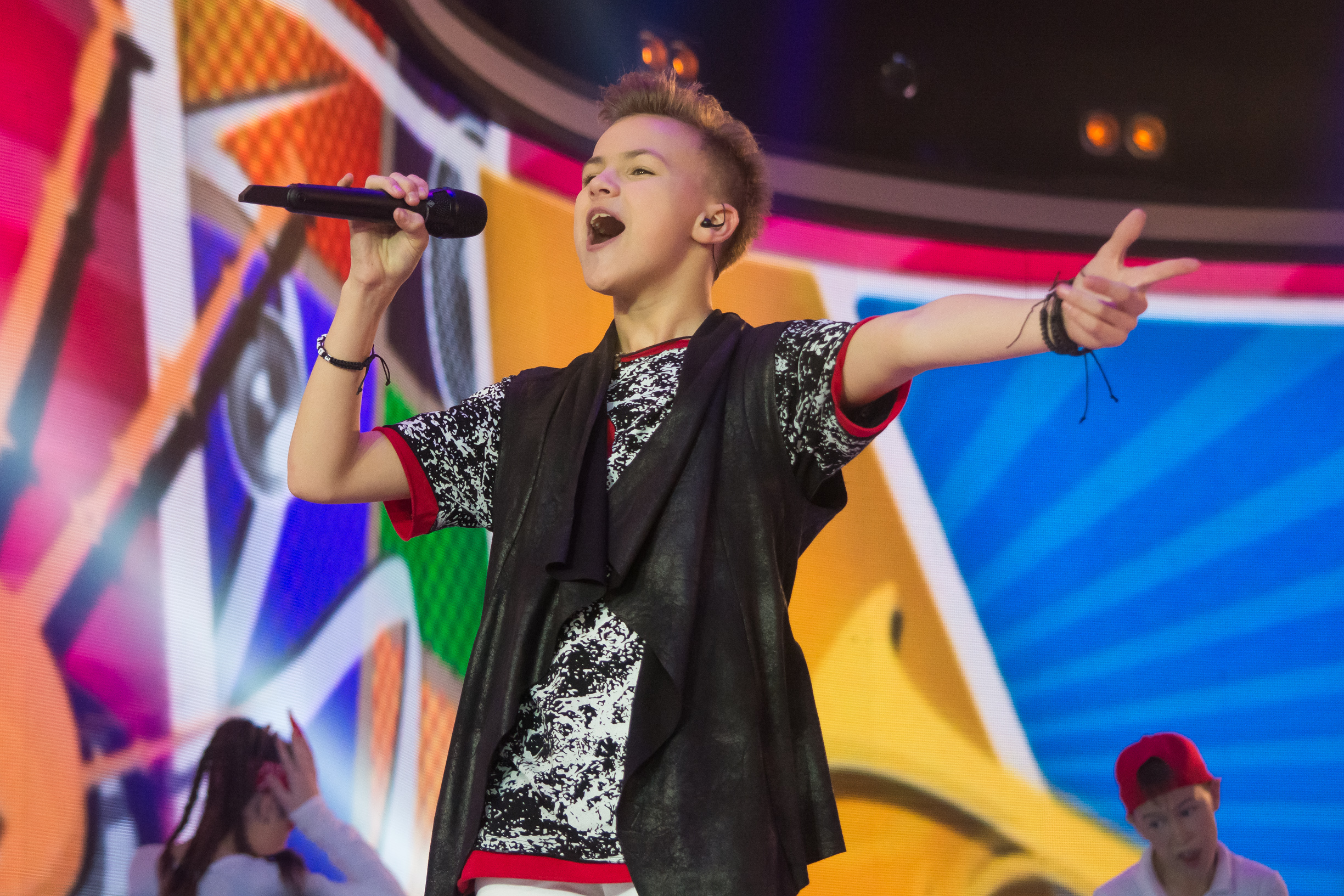
Alexander Minyonok Vallettán (2016)
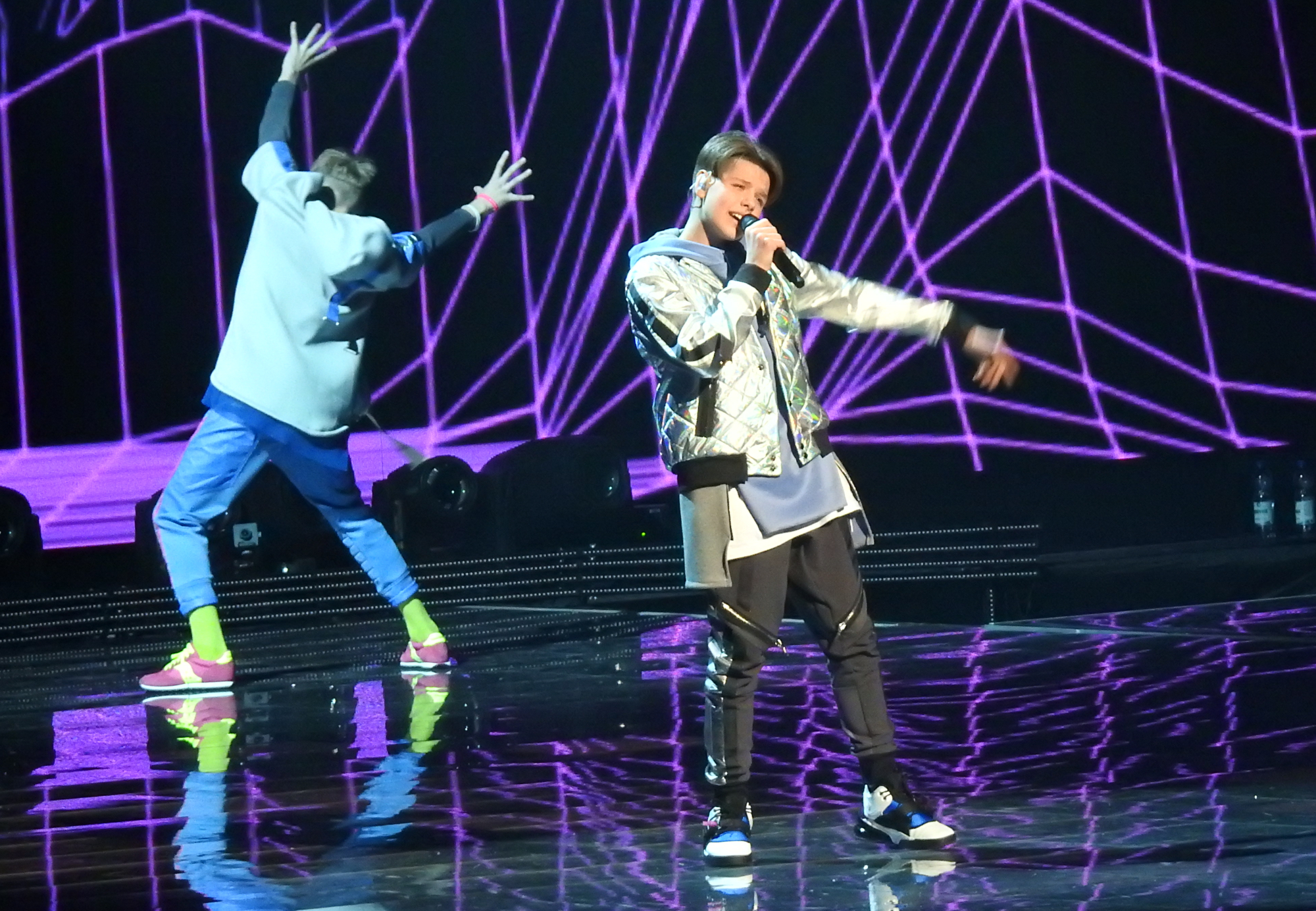
Daniel Yastremski Minszkben (2018)

## Lásd még
- Fehéroroszország az Eurovíziós Dalfesztiválokon
- 2010-es Junior Eurovíziós Dalfesztivál
- 2018-as Junior Eurovíziós Dalfesztivál